# Лобелія
Лобе́лія (лат. Lobelia) — рід однорічних та багаторічних трав'янистих рослин, а також напівчагарників, чагарників та дерев родини дзвоникових (Campanulaceae). Типовим видом вважається Lobelia cardinalis L..

## Ботанічний опис
Рід Лобелія містить значну кількість (понад 415 видів) великих та дрібних, однорічних та багаторічних, трав'янистих та чагарникових порід, витривалих та ніжних, з різних місць походження, у широкій кольоровій гамі. Багато видів є абсолютно відмінними один від одного. Але всі вони мають чергові ланцетоподібні листки та пазушні двогубі квітки, кожна з п'ятьма пелюстками. Верхні дві пелюстки, як правило, прямі, а нижні три пелюстки можуть бути розташовані віялом. Цвітуть рясно, квіти інтенсивного забарвлення, через те популярні як декоративні рослини.

## Таксономія
Рід названо на честь Маттіаса де Л'Обеля (1538—1616) — фламандського ботаніка та лейб-медика англійського короля Якова I.
Деякі ботаніки відносять рід та його види у окрему родину Lobeliaceae, інші вважають підродиною Lobeliaceae у родині Campanulaceae. APG не прийняти однозначне рішення з цього питання та відносить рід до обох родин.

## Поширення
Представники роду лобелія поширені майже у всіх частинах світу, але перш за все у субтропічному поясі та дещо менше у зонах помірного клімату.

## Медичне застосування

Структура молекули лобеліну

Деякі види використовують як лікарські рослини. У рослинах Lobelia inflata міститься основний алкалоїд — лобелін, похідний від метилпіперидину. Лобеліну гідрохлорид застосовується як засіб для збудження дихального центру, при бронхіальній астмі, кашлюку, має важливе значення як засіб при ураженні задушливими отруйними речовинами (ОР).

## Декоративне застосування
У культурі близько 20 видів. У квітниках досить широко культивують як бордюрну у рабатках або ампельну рослину Lobelia erinus з дрібними яскраво-синіми квітками родом з Південної Африки.

## Види
Рід включає більше 400 видів.
| - Lobelia aberdarica R.E. & T.C.E.Fries (Кенія, Уганда) - Lobelia anatina F.Wimmer – південно-західна синя лобелія - Lobelia anceps L.f. - Lobelia appendiculata A.DC - Lobelia arnhemiaca E.Wimm (Західна Австралія) - Lobelia assurgens L. - Lobelia bambuseti - Lobelia berlandieri A.DC. - Lobelia boykinii Torr. & A.Gray ex A.DC. - Lobelia canbyi A.Gray - Lobelia cardinalis L. (syn. L. fulgens) – (Південна Америка) - Lobelia chinensis Lour. – (східна та південна Азія) - Lobelia collina Kunth (Еквадор) - Lobelia comosa - Lobelia coronopifolia - Lobelia deckenii WHemsl. (Східна Африка) - Lobelia dentata Cav. (Східна Австралія) - Lobelia dortmanna L. (північ Північної Америки та Європа) - Lobelia erinus L. – edging lobelia (Південна Африка) - Lobelia flaccidifolia Small - Lobelia flaccida - Lobelia gattingeri - Lobelia gaudichaudii A.DC (Гаваї) - Lobelia gerardii - Lobelia gibberoa Hemsl. - Lobelia heterophylla Labill. - Lobelia hypoleuca Hillebr. – (Гаваї) - Lobelia ilicifolia (syn. L. purpurascens) – пурпурова лобелія - Lobelia inflata L. – Індіанський тютюн, (схід Північної Америки) | - Lobelia kalmii L. (північ Північної Америки) - Lobelia laxiflora Kunth – Sierra Madre lobelia - Lobelia leschenaultiana (C.Presl) Skottsb. - Lobelia monostachya (Rock) Lammers (Гаваї) - Lobelia nicotianifolia – дикий тютюн - Lobelia niihauensis H.St.John (Гаваї) - Lobelia nuttallii J.A.Schultes (схід Північної Америки) - Lobelia oahuensis Rock (Гаваї) - Lobelia oligophylla (Wedd.) Lammers - Lobelia pedunculata R.Br. – (Австралія) - Lobelia persicifolia Lam. - Lobelia pratioides Benth. – отруйна лобелія (Австралія) - Lobelia pinifolia - Lobelia puberula Michx. - Lobelia pyramidalis Wall. - Lobelia rhombifolia de Vriese - Lobelia rosea Wall. ex Roxb. - Lobelia sessilifolia Lamb. - Lobelia siphilitica L. (схід та північ Північної Америки) - Lobelia spicata Lam. - Lobelia telekii Scwheinf (Кенія, Уганда) - Lobelia tenuior R.Br. - Lobelia thapsoidea Schott (південно-східна Бразилія) - Lobelia tupa L. (Чилі) - Lobelia urens L. - Lobelia valida L.Bolus - Lobelia zeylanica L. |

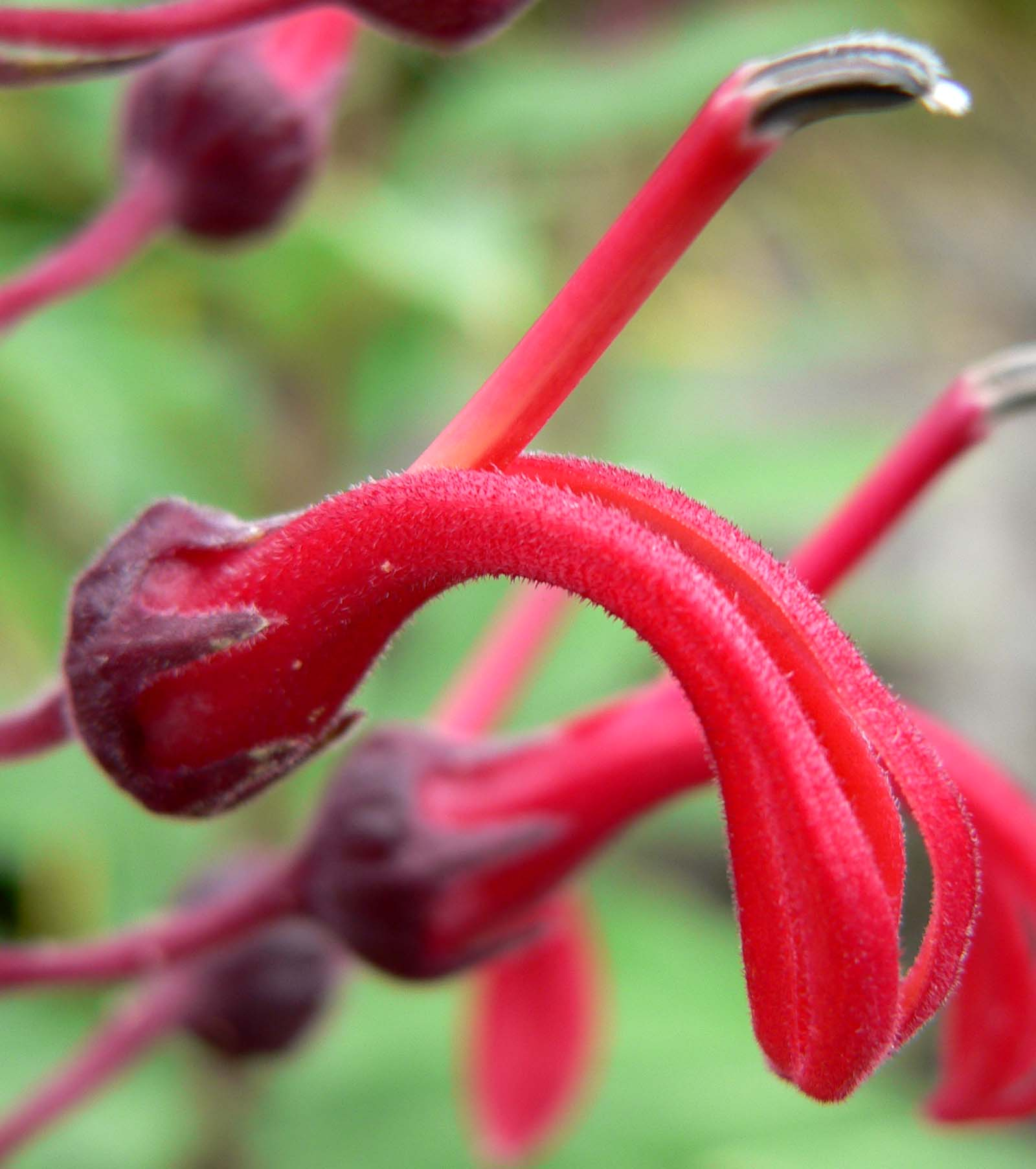
Lobelia tupa
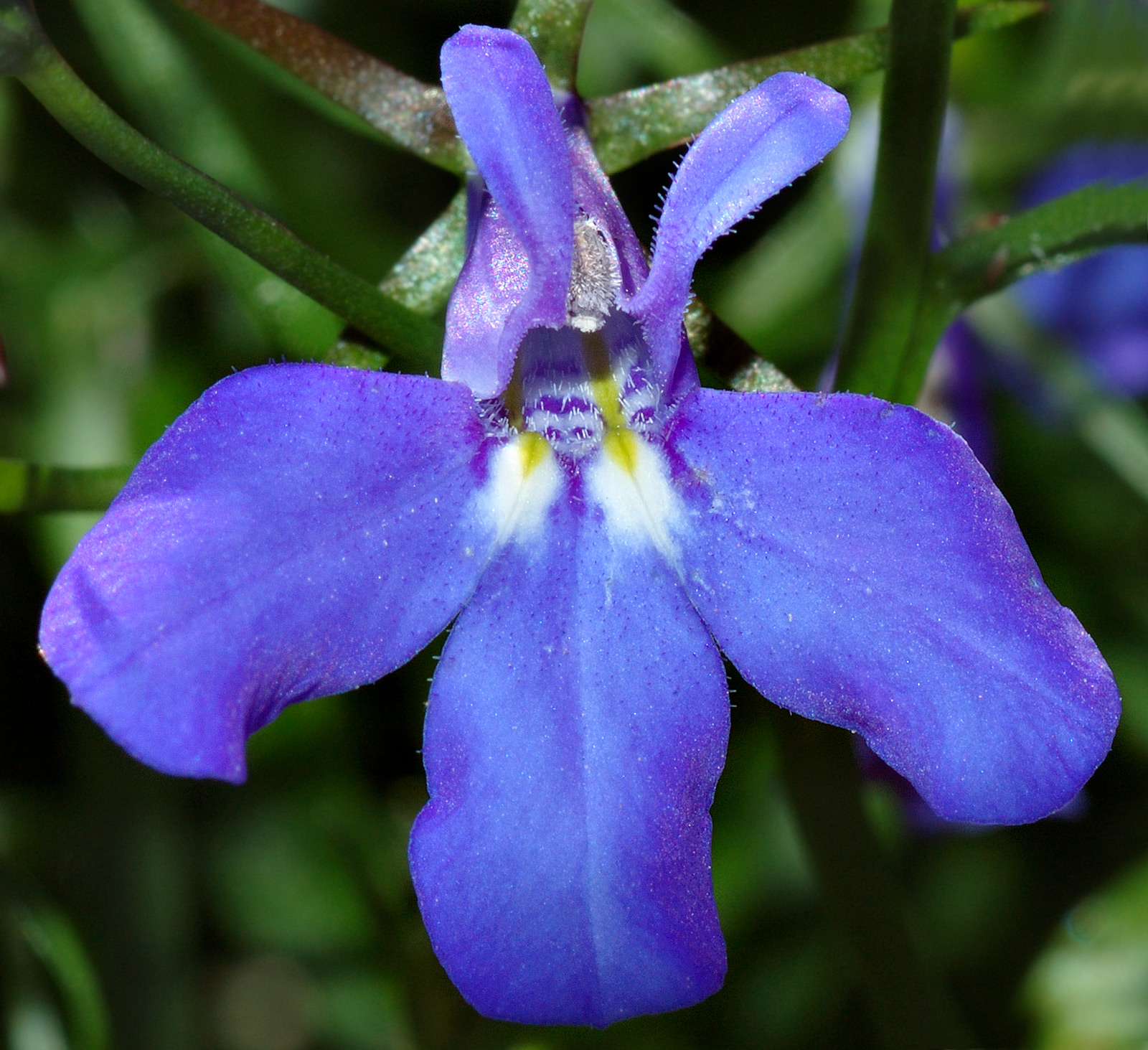
Lobelia erinus
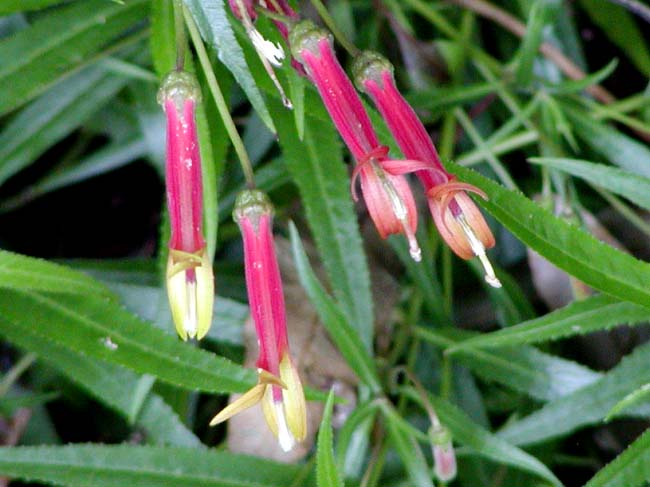
Lobelia laxiflora
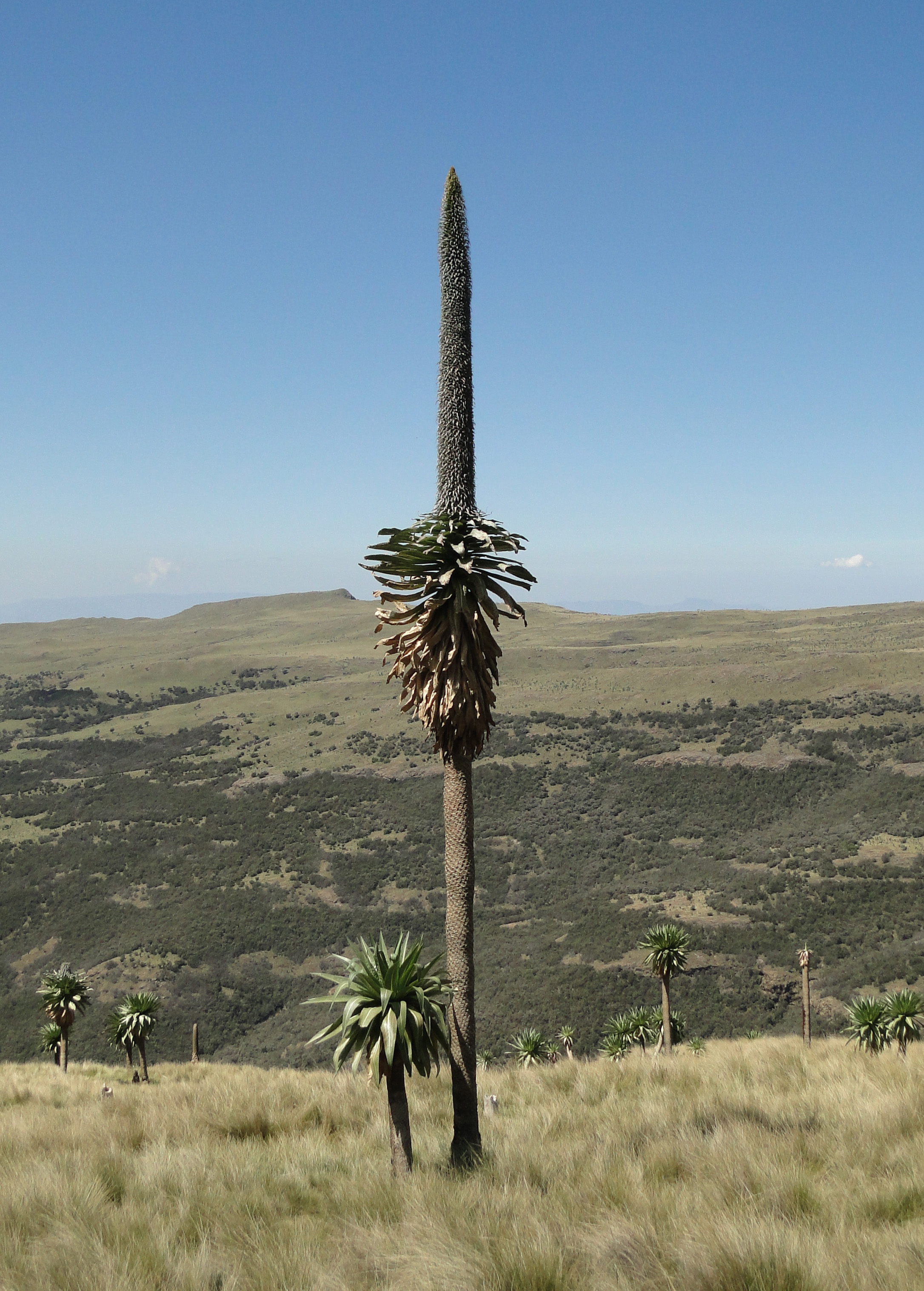
Lobelia rhynchopetalum
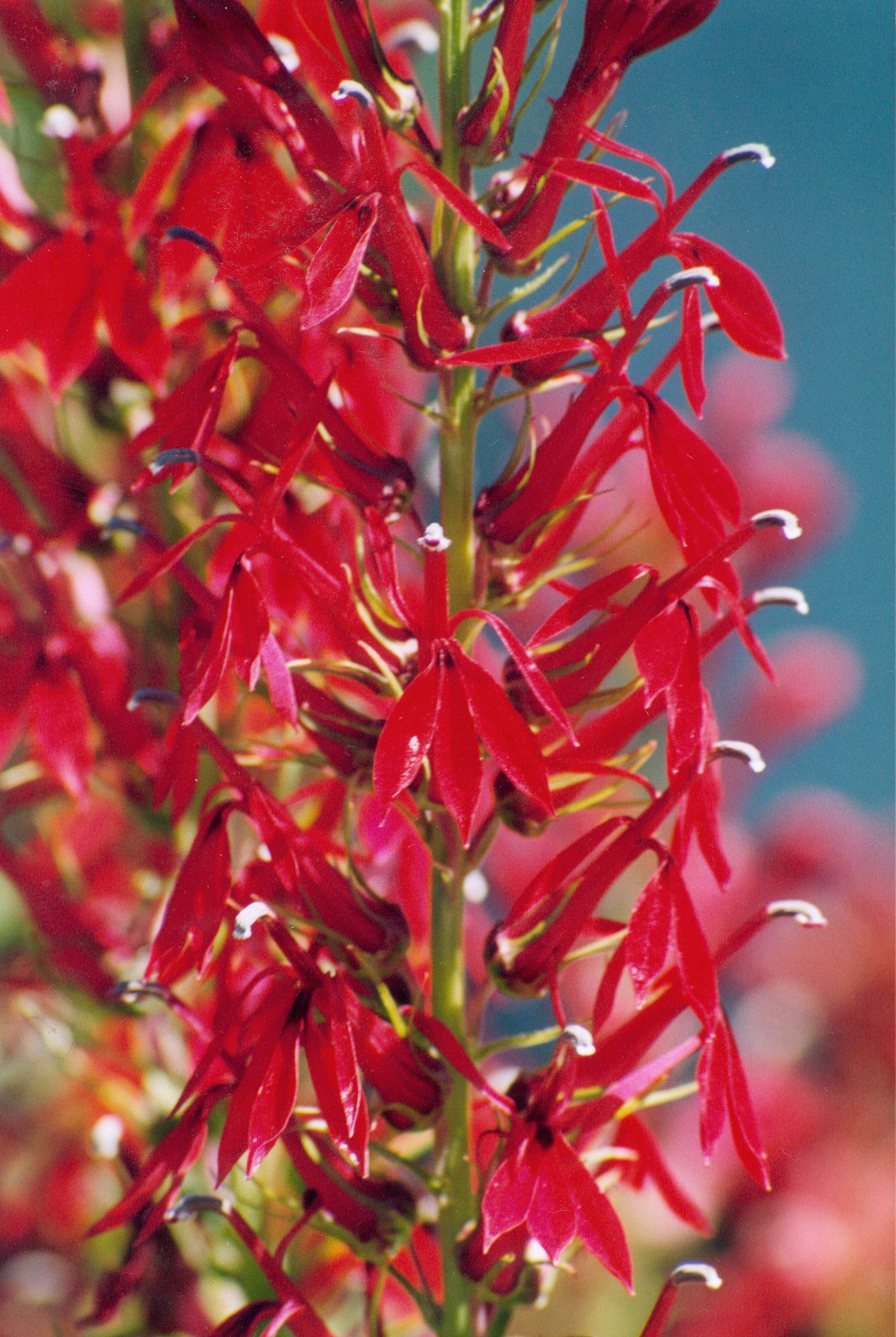
Lobelia cardinalis
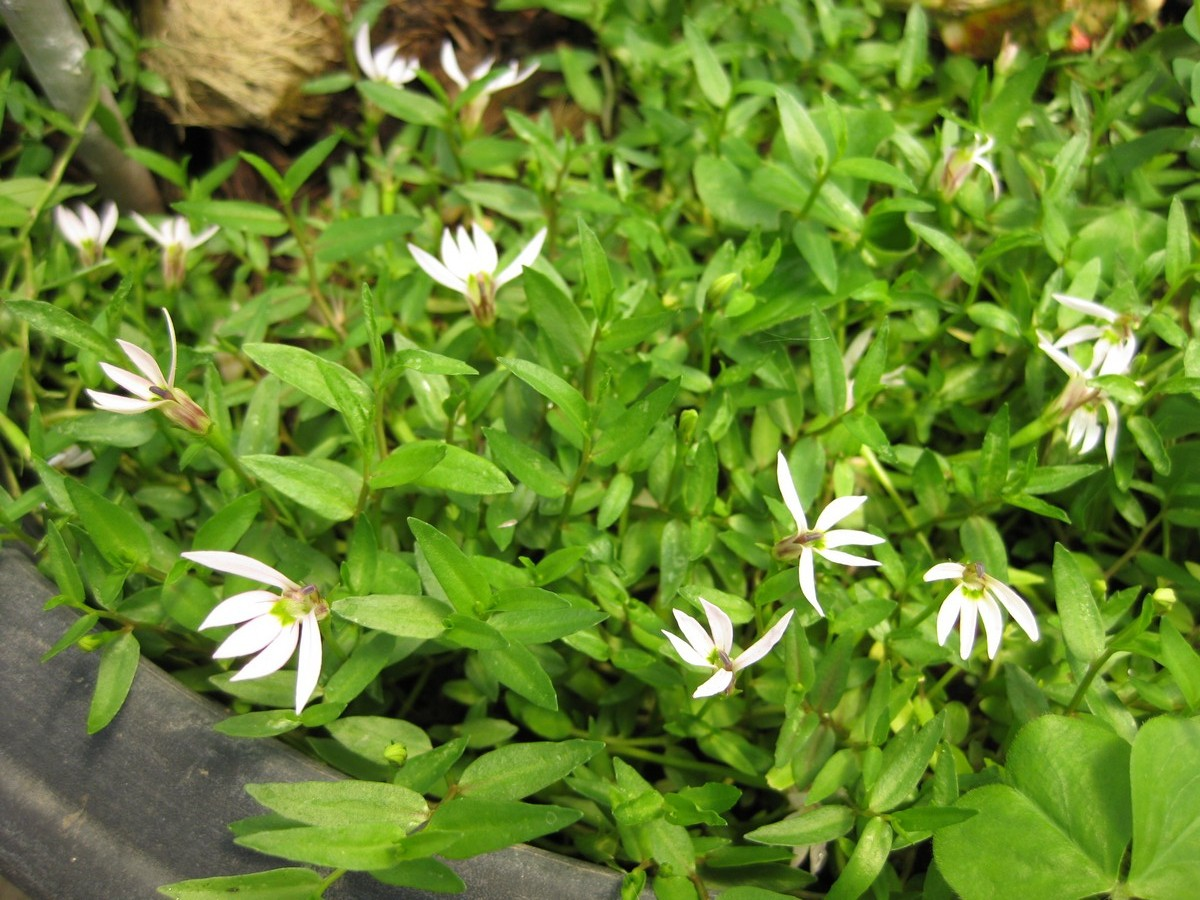
Lobelia chinensis
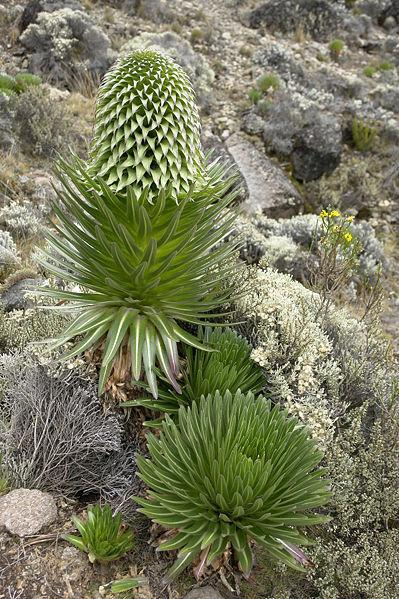
Lobelia deckenii
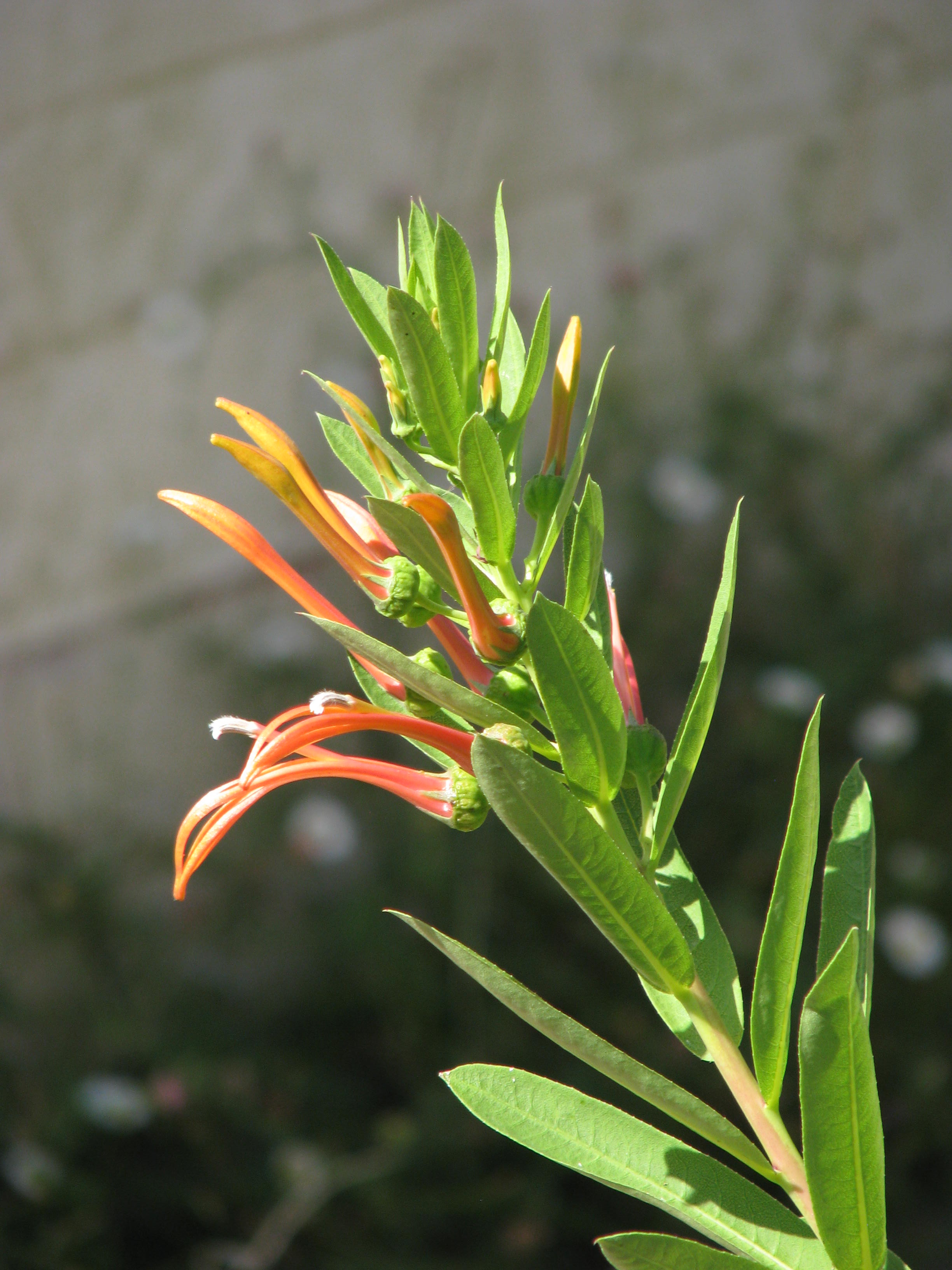
Lobelia excelsa
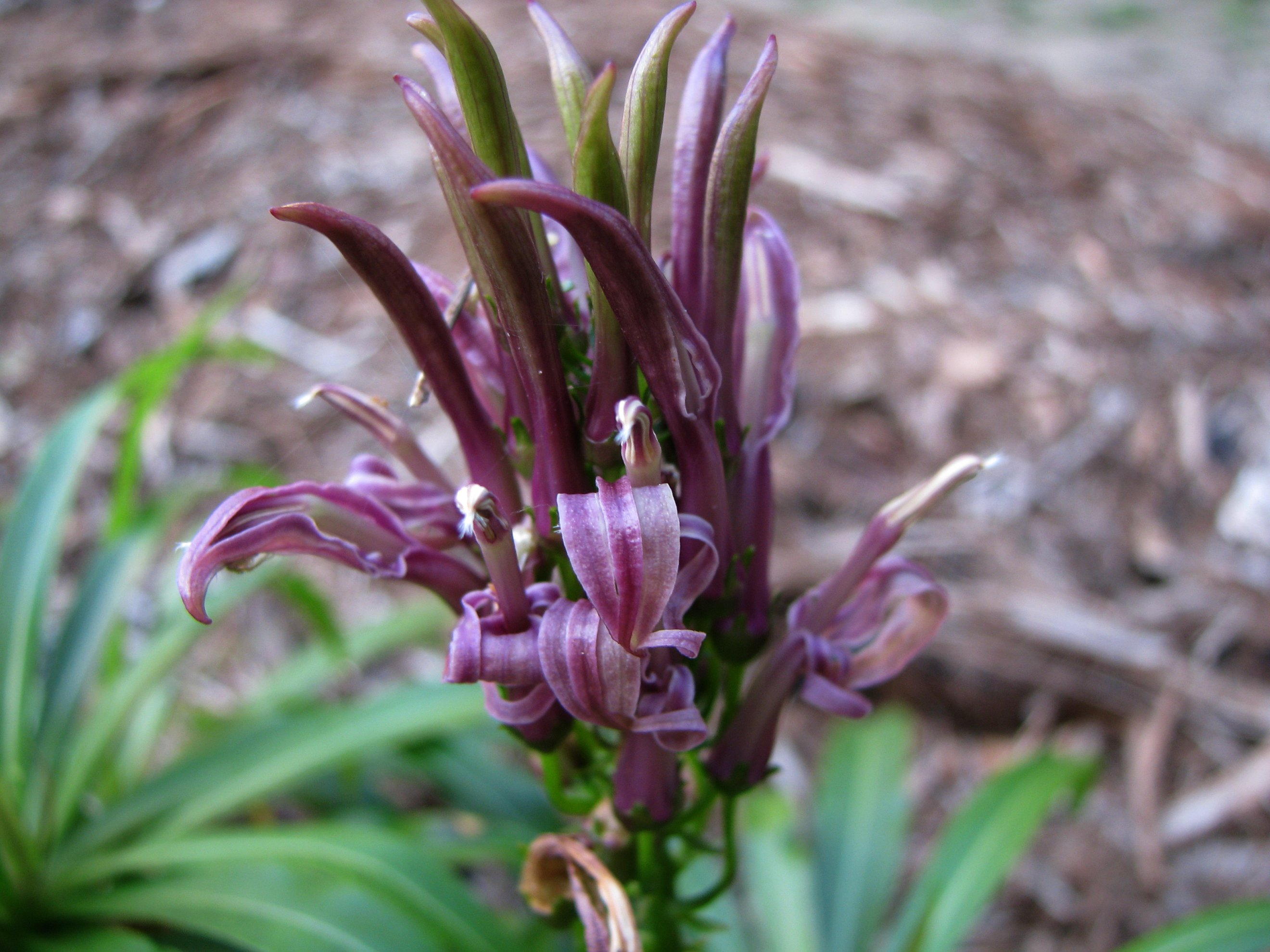
Lobelia niihauensis
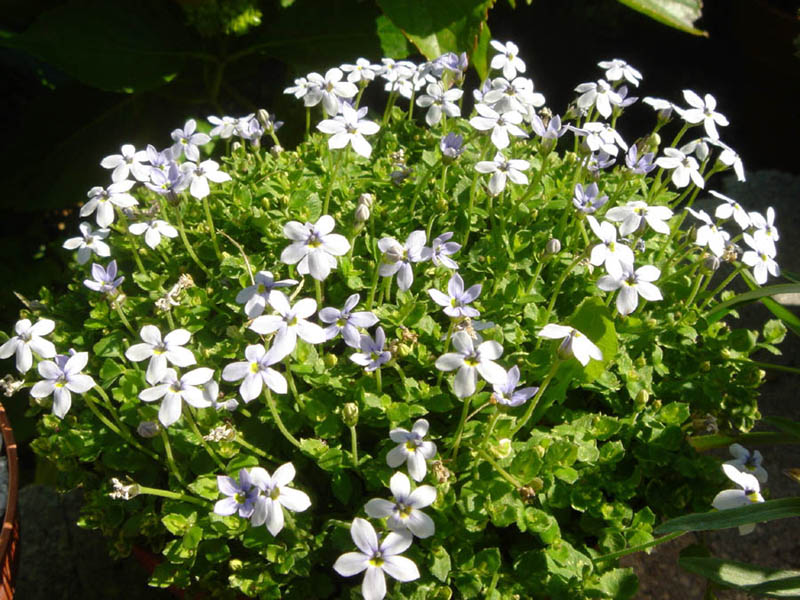
Lobelia pedunculata
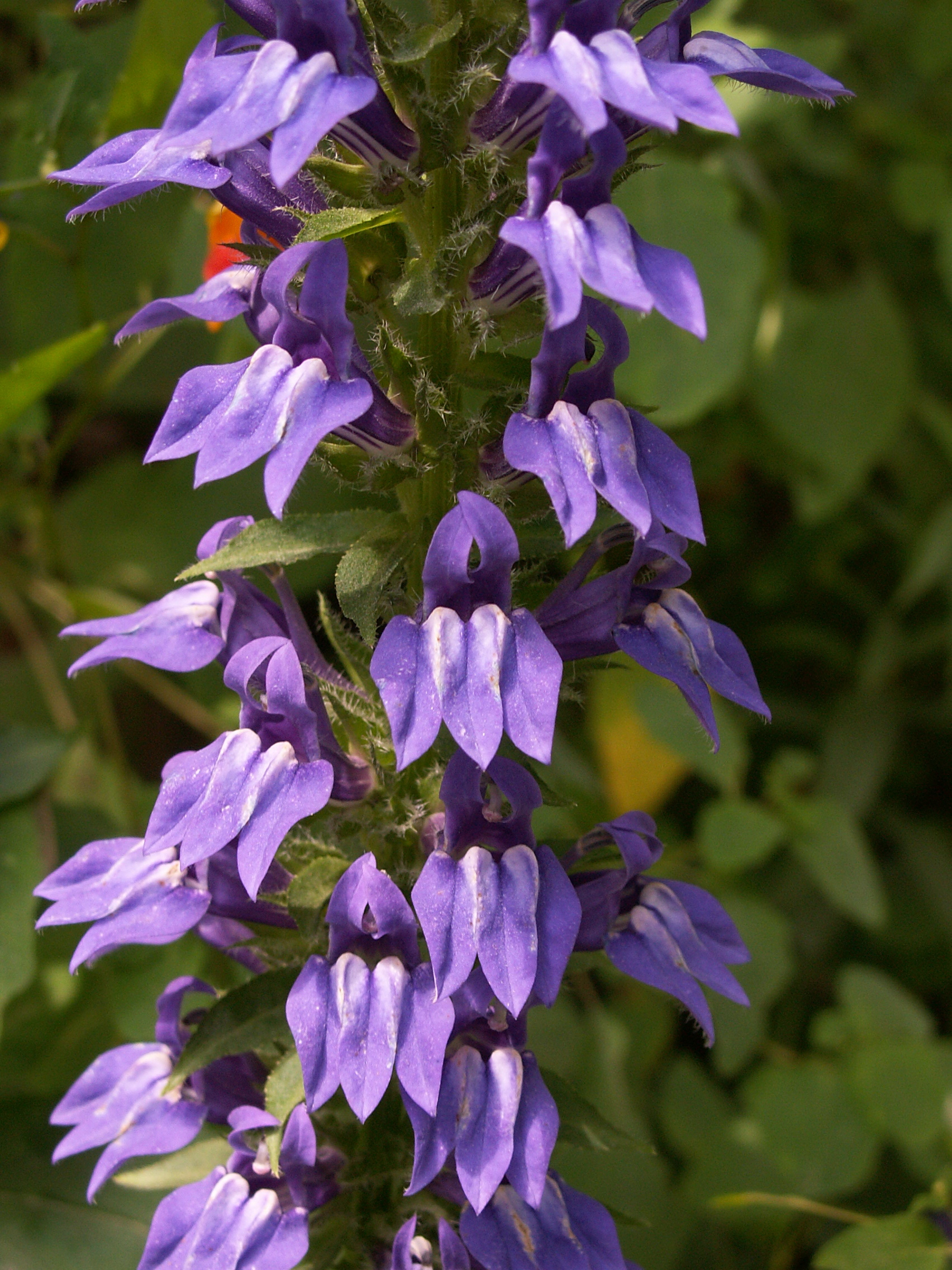
Lobelia siphilitica
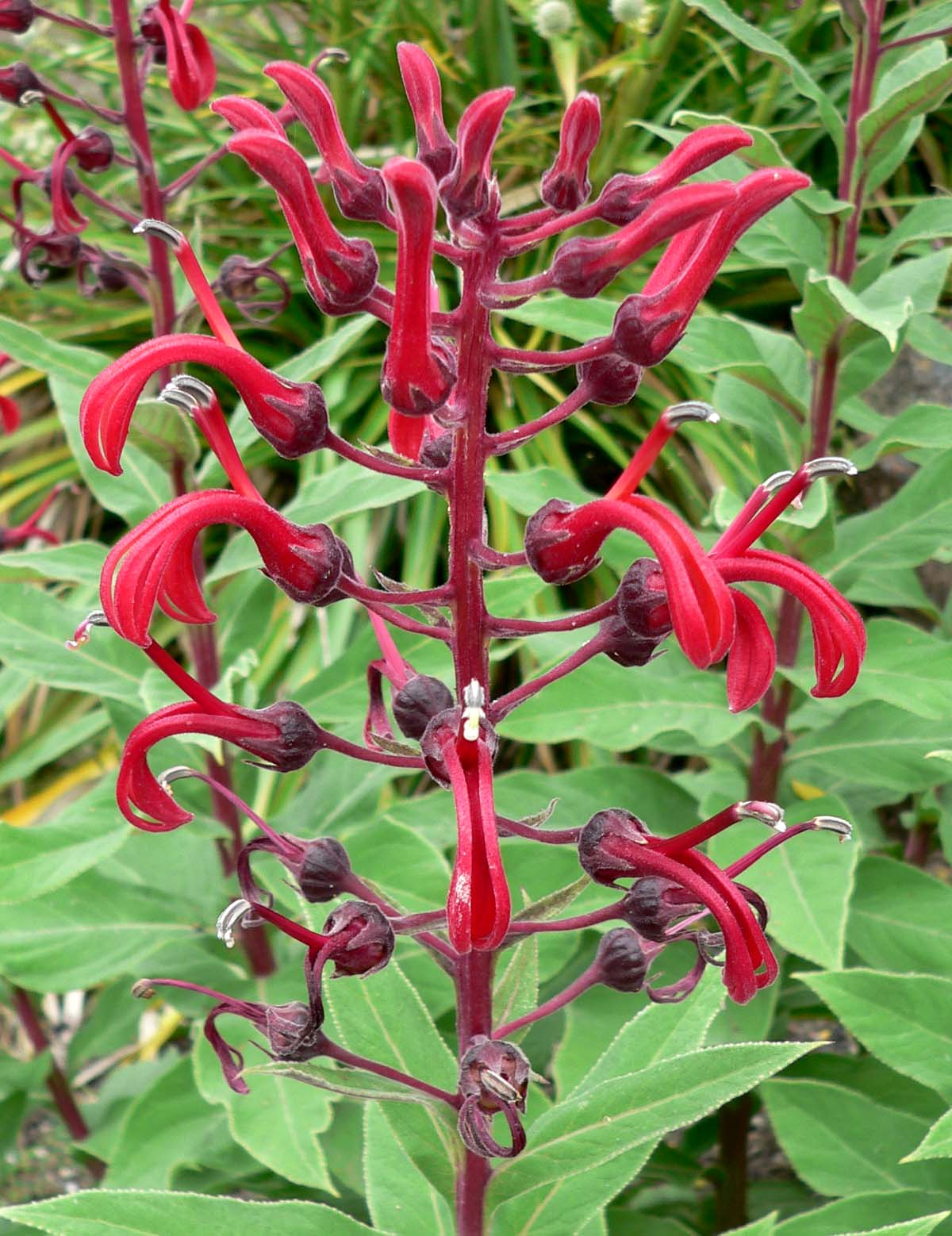
Lobelia tupa